# История на Йерусалим
По време на дългата си история, Йерусалим е атакуван около 50 пъти, заловен 44 пъти, обсаден 23 пъти и унищожен 2 пъти. Най-старата част на града е заселена през 4-то хилядолетие пр. Хр., което прави Йерусалим един от най-старите градове. Твърди се, че Мохамед се е изкачил на небето в Нощното пътуване, въпреки че в Корана не се споменава името Йерусалим,

## Древен период
Археологически данни показват, че първото селище е било основано между 4500 и 3500 г. пр. Хр.
Йерусалим е бил столица на Кралството на Юдея за близо 400 години.

## Античност
Когато Александър Велики завладява Персийската империя, Йерусалим и Юдея попадат под гръцки контрол и влияние.
Това, което днес е известно като Стария град е построено от римския император Адриан през 2 век.